# Paulo Mendes de Almeida
Paulo de Tarso Mendes de Almeida (São Paulo, 28 de maio de 1905 — São Paulo, 1986) foi um advogado, jurista, poeta, escritor e crítico de arte brasileiro.

## Biografia
Formado em Direito, turma de 1931, pela Faculdade do Largo de São Francisco, foi procurador do Estado até sua aposentadoria. Porém destacou-se mais em outras áreas que não a jurídica.
Iniciou sua vida de escritor com a publicação de um livro de poesias intitulado Cartazes (1928).
Acompanhou, a partir da década de 1930, todos os movimentos de vanguarda ocorridos em São Paulo, sendo um dos fundadores da Sociedade Pró-Arte Moderna e da Família Artística Paulista.
As artes sempre o empolgaram e por isso escreveu crônicas sobre cinema no Diário Nacional e, posteriormente, sobre artes plásticas, em diversos jornais e revistas literárias de São Paulo, Rio de Janeiro, Minas Gerais, Pernambuco e até da Argentina e Uruguai.
Sua principal obra foi o livro ao qual intitulou De Anita ao Museu. Trata-se de um trabalho indispensável para quem quer conhecer a história do movimento modernista em São Paulo, pois o autor assistiu e participou da maioria dos acontecimentos que descreve e o faz com total fidelidade. Do início do movimento, ou seja, da exposição de Anita Malfatti em 1917, os fatos narrados vão atravessando os anos até chegar na criação do Museu de Arte Moderna de São Paulo e da Bienal de São Paulo, contando numa prosa fluente os eventos ocorridos e seus interessantes personagens.
Ocupou os cargos de diretor artístico do Museu de Arte Moderna de São Paulo, em 1959 e 1960, secretário geral da Bienal de São Paulo e comissário brasileiro à XXX Bienal de Veneza em 1960.